# س. أشلي رويال
س. أشلي رويال (بالإنجليزية: C. Ashley Royal)‏ هو قاضي ومحامي أمريكي، ولد في 14 سبتمبر 1949 في أوغستا في الولايات المتحدة.